# TSV Schwaben Augsburg
TSV Schwaben Augsburg is een Duitse sportclub uit Augsburg met afdelingen in atletiek, badminton, basketbal, boksen, hockey, kanovaren, kunstschaatsen, schermen, tafeltennis, tennis, turnen, voetbal, vuistbal en wintersport.

## Geschiedenis
In 1907 werd de voetbalclub FC Augsburg opgericht door leden van de turnvereniging TV 1847 Augsburg. De club sloot zich aan bij de Zuid-Duitse voetbalbond en in 1919/20 speelde de club voor het eerst in de hoogste klasse van de Zuid-Beierse competitie, maar werd daar laatste en degradeerde. Later nam de club de naam SSV Augsburg aan.
In 1924 besliste de Deutsche Turnerschaft dat turnclubs en voetbalclubs gescheiden moesten worden. TV 1847, dat ook een voetbalafdeling had werd daarop opgesplitst en zo ontstond SV Schwaben Augsburg. De club nam de startplaats van TV over in de Beierse competitie maar werd daar afgetekend laatste en degradeerde. Voor het volgende seizoen fuseerde de club met SSV Augsburg en werd zo SSV Schwaben Augsburg. Na één seizoen promoveerde de club terug naar de hoogste klasse en werd opnieuw afgetekend laatste maar omdat de competitie werd uitgebreid met twee clubs degradeerde Schwaben niet. Ook in 1926/27 werd Schwaben laatste maar werd opnieuw gered omdat de Beierse competitie terug gesplitst werd in twee regionale reeksen. In de Zuidcompetitie werd de club nu voorlaatste.
In 1928/29 keerde het tij eindelijk en Schwaben werd gedeeld tweede met TSV 1860 München en plaatste zich voor de Zuid-Duitse eindronde. In de groep voor niet-kampioenen werd Schwaben tweede. Twee jaar later plaatste de club zich opnieuw voor de eindronde en werd daar nu derde. De volgende twee seizoenen eindigde de club in de lagere middenmoot.
In 1933 kwam de NSDAP aan de macht in Duitsland. De Zuid-Duitse voetbalbond werd ontbonden en de Gauliga werd ingevoerd als nieuwe hoogste klasse. Voor de Beierse clubs betekende dit een terugkeer naar de Beierse competitie van voor 1927. Na een eerste middelmatig seizoen degradeerde de club in 1934/35. Door de promotie van BC Augsburg was de club nu niet langer de eerste club van de stad. Het volgende seizoen nam de club deel aan de eindronde om promotie maar haalde deze niet. In 1937 slaagden ze wel in hun opzet. Na twee seizoenen volgde een degradatie al kon de club nu wel na één seizoen terugkeren. De club eindigde in de lagere middenmoot. In 1941 moest de club van de overheid fuseren met TV 1847 en enkele kleinere clubs tot de grootclub TSV Schwaben Augsburg. De club speelde tot aan het einde van de oorlog in de Gauliga, maar kon hier geen potten breken.
Na de oorlog besloten de leden om het gedwongen huwelijk te ontbinden en de clubs gingen weer hun eigen weg, echter werd de naam TSV wel behouden. De club ging van start in de nieuwe Oberliga Süd die nu als hoogste klasse fungeerde voor de clubs uit de voormalige streek van de Zuid-Duitse voetbalbond. In het eerste seizoen werd de club vierde. De volgende jaren eindigde de club in de middenmoot tot degradatie volgde in 1951/52. Na twee seizoenen maakte Schwaben zijn rentree en werd meteen achtste. Hierna ging het weer bergaf tot een nieuwe degradatie volgde in 1956/57. Het duurde nu tot 1961 vooraleer de club weer promoveerde. In het laatste seizoen van de Oberliga in 1963 werd de club voorlaatste, met twee punten voorsprong op rivaal BC Augsburg.
Door de invoering van de Bundesliga in 1963 werden de Oberliga's ontbonden en de club ging in de nieuwe Regionalliga Süd spelen, een equivalent van de Oberliga Süd alleen niet meer als hoogste klasse. In het eerste seizoen werd de club nog vierde maar de volgende jaren was de club slechts een middenmoter en in 1968/69 degradeerde de club zelfs.
Op 15 juli 1969 besloot de profvoetbalafdeling te fuseren met BC Augsburg om zo FC Augsburg te vormen. Dit met het doel om een volwaardige club voor de stad te ontwikkelen. Schwaben bleef wel zijn amateurelftal behouden maar maakte de belofte en nooit meer profvoetbal te spelen. De club slaagde er in 1981 wel in om door te stoten naar de Bayernliga, de hoogste amateurklasse en derde klasse in Duitsland. De club speelde in deze klasse van 1981 tot 1984, van 1988 tot 1990 en in 1991/92. Vanaf 1994 was de Bayernliga nog maar de vierde klasse en hier speelde de club nog van 1998 tot 2001 en in 2002/03. Intussen zakte de club weg naar de lagere reeksen. In 2008 degradeerde de club naar de Bezirksklasse, de achtste klasse. Vanaf 2013 speelde de club in de zevende klasse en in 2016 promoveerde de club naar de Landesliga. Reeds na één seizoen kon de club doorstoten naar de Bayernliga.

## Bekende ex-spelers
- Ernst Lehner